# 切霍夫卡 (烏克蘭)
46°57′42″N 34°36′10″E / 46.96167°N 34.60278°E
切霍夫卡（羅馬化：Chekhovka）是位於烏克蘭南部的村莊，由赫爾松州海尼切斯克區的下錫羅霍濟市鎮負責管轄。該村始建於1902年，面積17.4平方公里，海拔高度74米，2001年人口166，人口密度每平方公里9.5人。